# Muscicapa
Muscicapa – rodzaj ptaków z podrodziny muchołówek (Muscicapinae) w rodzinie muchołówkowatych (Muscicapidae).

## Zasięg występowania
Rodzaj obejmuje gatunki występujące w Afryce i Eurazji.

## Morfologia
Długość ciała 12–14,5 cm; masa ciała 8–25,3 g.

## Systematyka

### Etymologia
- Muscicapa: łac. musca „mucha”, od gr. μυια muia, μυιας muias „mucha”; capere „łapać”[7].
- Alseonax: gr. αλσος alsos, αλσεος alseos „gaj”; αναξ anax, ανακτος anaktos „pan, władca”[8]. Gatunek typowy: Butalis adusta Boie, 1828.
- Humblotia: Henry Joseph „Léon” Humblot(inne języki) (1852–1914), francuski rezydent Wielkiego Komoru w latach 1889–1896, kolekcjoner z Madagaskaru[9]. Gatunek typowy: Humblotia flavirostris A. Milne-Edwards & Oustalet, 1885.

### Podział systematyczny
Do rodzaju należą następujące gatunki:
- Muscicapa griseisticta (Swinhoe, 1861) – muchołówka kreskowana
- Muscicapa sibirica J.F. Gmelin, 1789 – muchołówka śniada
- Muscicapa ferruginea (Hodgson, 1845) – muchołówka rdzawa
- Muscicapa muttui (E.L. Layard, 1854) – muchołówka białogardła
- Muscicapa dauurica Pallas, 1811 – muchołówka brunatna
- Muscicapa randi Amadon & duPont, 1970 – muchołówka okopcona
- Muscicapa segregata (Siebers, 1928) – muchołówka wyspowa
- Muscicapa adusta (Boie, 1828) – muchołówka myszata
- Muscicapa epulata (Cassin, 1855) – muchołówka malutka
- Muscicapa sethsmithi (van Someren, 1922) – muchołówka żółtonoga
- Muscicapa flavirostris (A. Milne-Edwards & Oustalet, 1885) – muchołówka komorska
- Muscicapa striata (Pallas, 1764) – muchołówka szara
- Muscicapa gambagae (Alexander, 1901) – muchołówka uboga
- Muscicapa aquatica von Heuglin, 1864 – muchołówka błotna
- Muscicapa cassini F. Heine Sr., 1860 – muchołówka nadwodna